# Synagogue de Zarzis
La synagogue de Zarzis (arabe : كنيس جرجيس en arabe), aussi connue sous le nom de Beit HaKnesset Mishkan Ya'akov (hébreu : בית הכנסת משכן יעקב), est une synagogue située dans la ville côtière de Zarzis (sud de la Tunisie). Elle a été construite dans les années 1900 dans le style mauresque quand la communauté juive de la ville comptait approximativement 1 000 fidèles.
Fin octobre 1983, un incendie attribué par la communauté juive à des groupes extrémistes arabes ravage la synagogue. Cette dernière et les rouleaux de la Torah qu'elle abrite sont alors complètement détruits. La synagogue a été reconstruite et se voit actuellement utilisée par la petite communauté d'environ cent juifs vivant dans la ville. La synagogue adhère au mouvement du judaïsme orthodoxe.
La synagogue décorée ouvre sur un patio ouvert, conduisant à des pièces attenantes servant de talmud torah (école juive). Le responsable de la communauté en juin 2007 est Eliyahu Sofer.